# 金玉 (越南官員)
金玉（1917年10月10日—1979年5月26日），原名金文鈺（Kim Văn Nguộc），越南官員、越南共產黨黨員。他因在1965年在北越的永福省推行家庭承包制而知名。

## 生平
出生在永福省安樂縣。1939年加入越南共產黨。1946年擔任三陽縣委書記。1947年擔任永安省委委員。1950年擔任平川縣委書記。後任北江省委副書記。1954年至1958年，擔任越北軍區副政委。1952年至1955年期間，任永福省省委書記。1959年起，再度擔任永福省委書記。1960年至1964年，當選第二屆越南國會代表。
1965年，金玉在永福省打破政治禁忌，在合作社框架下，允許農民以家庭作為單位承包土地。1966年9月，他主持制定省委68號決議，正式授權在全省推行家庭承包制。他的改革創新大幅提高了農民生產勞動率，但遭到許多人的反對。他的改革在1968年11月被國會主席長征叫停，越共總書記黎筍在《人民報》上公開批判這一「資本主義傾向」。隨後，永福省禁止了家庭承包制，金玉也作出自我批評，承認自己犯有「嚴重路線錯誤」。
不過，金玉並未被撤職，相反地，永福省和富壽省在1968年合併為永富省，金玉擔任永富省委書記直到1977年退休。1979年在河內的越德醫院逝世。
革新開放以後，金玉於1995年獲得越南共產黨的平反，並被授予一級獨立勳章。2009年，獲得胡志明勳章。2010年，一部名叫「省委書記」的50集電視連續劇上映，講述的就是他的故事。

## 外部連結
- Nguyễn Tham Thiện Kế; Nhà cải cách Kim Ngọc - cha đẻ khoán 10, kỳ 1 （页面存档备份，存于）, kỳ 2 （页面存档备份，存于）, kỳ 3 （页面存档备份，存于）, kỳ 4 (cuối) （页面存档备份，存于）; Báo Tiền Phong, 4 kỳ.  （页面存档备份，存于）